# Hlinka Gretzky Cup 2024
Hlinka Gretzky Cup 2024 byl mezinárodní turnaj v ledním hokeji hráčů do 18 let, který se koná v Edmontonu v Kanadě od 5. do 11. srpna 2024 na zimních stadionech Rogers Place a Downtown Community Arena. Domácí Kanada v něm obhájila titul z roku 2023.

## Základní skupiny

### Skupina A
| Poř. | Tým       | Z | V | VP | PP | P | VG | OG | B |
| ---- | --------- | - | - | -- | -- | - | -- | -- | - |
| 1.   | Kanada    | 3 | 3 | 0  | 0  | 0 | 17 | 2  | 9 |
| 2.   | Švédsko   | 3 | 1 | 1  | 0  | 1 | 17 | 6  | 5 |
| 3.   | Slovensko | 3 | 0 | 1  | 1  | 1 | 7  | 11 | 3 |
| 4.   | Švýcarsko | 3 | 0 | 0  | 1  | 2 | 3  | 25 | 1 |

| Vysvětlivka                    |
| ------------------------------ |
| Týmy postupující do semifinále |
| Zápas o 5. místo               |
| Zápas o 7. místo               |

### Zápasy
| 5. srpna 2024 20:00 | Slovensko | 3 : 4 PP (0:1, 1:2, 2:0 – 0:1) | Švédsko | Rogers Place, Edmonton |  |

| Report        |               |          |                |  |
| Michal Prádel | Michal Prádel | Brankáři | Love Härenstam |  |
| 16 min        | 16 min        | Tresty   | 14 min         |  |
| 29            | 29            | Střely   | 46             |  |

| 6. srpna 2024 03:30 | Kanada | 10 : 0 (3:0, 4:0, 3:0) | Švýcarsko | Rogers Place, Edmonton |  |

| Report         |                |          |                |  |
| Jack Ivankovic | Jack Ivankovic | Brankáři | Matia Birchler |  |
| 6 min          | 6 min          | Tresty   | 6 min          |  |
| 50             | 50             | Střely   | 20             |  |

| 7. srpna 2024 01:30 | Švýcarsko | 1 : 12 (0:4, 0:4, 1:4) | Švédsko | Downtown Community Arena, Edmonton |  |

| Report         |                |          |                |  |
| Jovin Trachsel | Jovin Trachsel | Brankáři | Love Härenstam |  |
| 12 min         | 12 min         | Tresty   | 4 min          |  |
| 19             | 19             | Střely   | 55             |  |

| 7. srpna 2024 03:30 | Slovensko | 1 : 5 (0:2, 1:1, 0:2) | Kanada | Rogers Place, Edmonton |  |

| Report                                                   |                                                          |          |               |  |
| Michal Prádel (od 52. minuty Roberto Leonardo Henriquez) | Michal Prádel (od 52. minuty Roberto Leonardo Henriquez) | Brankáři | Lucas Beckman |  |
| 10 min                                                   | 10 min                                                   | Tresty   | 35 min        |  |
| 28                                                       | 28                                                       | Střely   | 44            |  |

| 8. srpna 2024 01:30 | Slovensko | 3 : 2 PP (2:0, 0:0, 0:2 – 1:0) | Švýcarsko | Downtown Community Arena, Edmonton |  |

| Report                     |                            |          |                |  |
| Roberto Leonardo Henriquez | Roberto Leonardo Henriquez | Brankáři | Matia Birchler |  |
| 6 min                      | 6 min                      | Tresty   | 10 min         |  |
| 44                         | 44                         | Střely   | 29             |  |

| 8. srpna 2024 03:30 | Kanada | 2 : 1 (1:0, 0:0, 1:1) | Švédsko | Rogers Place, Edmonton |  |

| Report         |                |          |               |  |
| Jack Ivankovic | Jack Ivankovic | Brankáři | Isak Sörqvist |  |
| 8 min          | 8 min          | Tresty   | 8 min         |  |
| 30             | 30             | Střely   | 24            |  |

### Skupina B
| Poř. | Tým     | Z | V | VP | PP | P | VG | OG | B |
| ---- | ------- | - | - | -- | -- | - | -- | -- | - |
| 1.   | Česko   | 3 | 3 | 0  | 0  | 0 | 13 | 5  | 9 |
| 2.   | USA     | 3 | 2 | 0  | 0  | 1 | 16 | 6  | 6 |
| 3.   | Německo | 3 | 0 | 1  | 0  | 2 | 8  | 20 | 2 |
| 4.   | Finsko  | 3 | 0 | 0  | 1  | 2 | 3  | 9  | 1 |

| Vysvětlivka                    |
| ------------------------------ |
| Týmy postupující do semifinále |
| Zápas o 5. místo               |
| Zápas o 7. místo               |

### Zápasy
| 5. srpna 2024 21:00 | Finsko | 1 : 2 PP (0:0, 1:0, 0:1 – 0:1) | Německo | Downtown Community Arena, Edmonton |  |

| Report         |                |          |                 |  |
| Patrik Kerkola | Patrik Kerkola | Brankáři | Lukas Stuhrmann |  |
| 8 min          | 8 min          | Tresty   | 6 min           |  |
| 35             | 35             | Střely   | 27              |  |

| 5. srpna 2024 23:30 | Česko | 2 : 1 (0:1, 1:0, 1:0) | USA | Rogers Place, Edmonton |  |

| Report          |                 |          |              |  |
| Ondřej Štěbeták | Ondřej Štěbeták | Brankáři | Ryan Cameron |  |
| 8 min           | 8 min           | Tresty   | 12 min       |  |
| 21              | 21              | Střely   | 31           |  |

| 6. srpna 2024 20:00 | Česko | 7 : 3 (3:1, 3:1, 1:1) | Německo | Rogers Place, Edmonton |  |

| Report         |                |          |              |  |
| Michal Oršulák | Michal Oršulák | Brankáři | Aaron Kaiser |  |
| 10 min         | 10 min         | Tresty   | 10 min       |  |
| 47             | 47             | Střely   | 22           |  |

| 6. srpna 2024 23:30 | USA | 3 : 1 (2:0, 0:1, 1:0) | Finsko | Rogers Place, Edmonton |  |

| Report       |              |          |                |  |
| Ryan Cameron | Ryan Cameron | Brankáři | Patrik Kerkola |  |
| 10 min       | 10 min       | Tresty   | 14 min         |  |
| 29           | 29           | Střely   | 14             |  |

| 7. srpna 2024 20:00 | Finsko | 1 : 4 (0:0, 0:2, 1:2) | Česko | Rogers Place, Edmonton |  |

| Report           |                  |          |                 |  |
| Jooa Sammalniemi | Jooa Sammalniemi | Brankáři | Ondřej Štěbeták |  |
| 6 min            | 6 min            | Tresty   | 8 min           |  |
| 18               | 18               | Střely   | 23              |  |

| 7. srpna 2024 23:30 | Německo | 3 : 12 (0:2, 0:6, 3:4) | USA | Rogers Place, Edmonton |  |

| Report                                       |                                              |          |                                             |  |
| Lukas Stuhrmann (od 27. minuty Aaron Kaiser) | Lukas Stuhrmann (od 27. minuty Aaron Kaiser) | Brankáři | Charles Menard (od 41. minuty Carter Casey) |  |
| 14 min                                       | 14 min                                       | Tresty   | 10 min                                      |  |
| 15                                           | 15                                           | Střely   | 54                                          |  |

## Play off

### Pavouk
|  | Semifinále | Semifinále | Semifinále |  |  | Finále      | Finále      | Finále      |
|  |            |            |            |  |  |             |             |             |
|  | A1         | Kanada     | 5          |  |  |             |             |             |
|  | B2         | USA        | 1          |  |  |             |             |             |
|  |            |            |            |  |  | V1          | Kanada      | 2           |
|  |            |            |            |  |  | V2          | Česko       | 1           |
|  | B1         | Česko      | 5          |  |  |             |             |             |
|  | A2         | Švédsko    | 1          |  |  | Třetí místo | Třetí místo | Třetí místo |
|  |            |            |            |  |  | P1          | USA         | 3           |
|  |            |            |            |  |  | P2          | Švédsko     | 6           |

### Zápas o 7. místo
| 9. srpna 2024 21:00 | Finsko | 5 : 2 (1:1, 1:1, 3:0) | Švýcarsko | Downtown Community Arena, Edmonton |  |

| Report         |                |          |                |  |
| Patrik Kerkola | Patrik Kerkola | Brankáři | Jovin Trachsel |  |
| 2 min          | 2 min          | Tresty   | 6 min          |  |
| 40             | 40             | Střely   | 24             |  |

### Zápas o 5. místo
| 9. srpna 2024 20:00 | Slovensko | 5 : 2 (0:0, 1:0, 4:2) | Německo | Rogers Place, Edmonton |  |

| Report        |               |          |                 |  |
| Michal Prádel | Michal Prádel | Brankáři | Lukas Stuhrmann |  |
| 2 min         | 2 min         | Tresty   | 2 min           |  |
| 24            | 24            | Střely   | 18              |  |

### Semifinále
| 9. srpna 2024 23:30 | Česko | 5 : 1 (0:1, 3:0, 2:0) | Švédsko | Rogers Place, Edmonton |  |

| Report          |                 |          |                |  |
| Ondřej Štěbeták | Ondřej Štěbeták | Brankáři | Love Härenstam |  |
| 8 min           | 8 min           | Tresty   | 14 min         |  |
| 27              | 27              | Střely   | 18             |  |

| 10. srpna 2024 03:30 | Kanada | 5 : 1 (1:0, 2:1, 2:0) | USA | Rogers Place, Edmonton |  |

| Report         |                |          |              |  |
| Jack Ivankovic | Jack Ivankovic | Brankáři | Ryan Cameron |  |
| 8 min          | 8 min          | Tresty   | 6 min        |  |
| 35             | 35             | Střely   | 29           |  |

### Zápas o 3. místo
| 10. srpna 2024 21:30 | USA | 3 : 6 (1:2, 1:1, 1:3) | Švédsko | Rogers Place, Edmonton |  |

| Report                                      |                                             |          |                |  |
| Ryan Cameron (od 22. minuty Charles Menard) | Ryan Cameron (od 22. minuty Charles Menard) | Brankáři | Love Härenstam |  |
| 6 min                                       | 6 min                                       | Tresty   | 10 min         |  |
| 37                                          | 37                                          | Střely   | 30             |  |

### Finále
| 11. srpna 2024 02:00 | Kanada | 2 : 1 | Česko | Rogers Place, Edmonton |  |

| Report         |                |                 |                 |  |
| Jack Ivankovic | Jack Ivankovic | Brankáři        | Ondřej Štěbeták |  |
|                |                | (0:2, 0:0, 1:0) |                 |  |
| 12 min         | 12 min         | Tresty          | 6 min           |  |
| 26             | 26             | Střely          | 19              |  |

## Hráčské statistiky

### Kanadské bodování
Toto je konečné pořadí hráčů podle dosažených bodů. Za jeden vstřelený gól nebo přihrávku na gól hráč získal jeden bod.
| Poř. | Hráč             | Tým       | Z | G | A | B  | TM |
| ---- | ---------------- | --------- | - | - | - | -- | -- |
| 1.   | Viktor Klingsell | Švédsko   | 5 | 4 | 8 | 12 | 0  |
| 2.   | Adam Benák       | Česko     | 5 | 4 | 7 | 11 | 4  |
| 3.   | Ivar Stenberg    | Švédsko   | 5 | 4 | 6 | 10 | 4  |
| 4.   | Milton Gästrin   | Švédsko   | 5 | 3 | 7 | 10 | 4  |
| 5.   | Cole Reschny     | Kanada    | 5 | 3 | 4 | 7  | 4  |
| 5.   | Émile Guité      | Kanada    | 5 | 3 | 4 | 7  | 2  |
| 5.   | Vít Záhejský     | Česko     | 5 | 3 | 4 | 7  | 0  |
| 8.   | Gavin McKenna    | Kanada    | 5 | 3 | 3 | 6  | 0  |
| 9.   | Matthew Schaefer | Kanada    | 5 | 2 | 4 | 6  | 0  |
| 10.  | Ján Chovan       | Slovensko | 4 | 1 | 5 | 6  | 0  |

### Hodnocení brankářů
Toto je konečné pořadí pěti nejlepších brankářů.
| Poř. | Hráč            | Tým       | Z | MIN | OG | PZ  | PS  | POG  | Úsp% |
| ---- | --------------- | --------- | - | --- | -- | --- | --- | ---- | ---- |
| 1.   | Jack Ivankovic  | Kanada    | 4 | 240 | 3  | 89  | 92  | 0.75 | 96.7 |
| 2.   | Ondřej Štěbeták | Česko     | 4 | 236 | 5  | 89  | 94  | 1.27 | 94.7 |
| 3.   | Patrik Kerkola  | Finsko    | 3 | 182 | 7  | 73  | 80  | 2.31 | 91.3 |
| 4.   | Love Härenstam  | Švédsko   | 4 | 242 | 10 | 101 | 111 | 2.48 | 91.0 |
| 5.   | Michal Prádel   | Slovensko | 3 | 175 | 11 | 96  | 107 | 3.77 | 89.7 |

## Konečné pořadí
| Místo            | Tým       |
| ---------------- | --------- |
| Zlatá medaile    | Kanada    |
| Stříbrná medaile | Česko     |
| Bronzová medaile | Švédsko   |
| 4.               | USA       |
| 5.               | Slovensko |
| 6.               | Německo   |
| 7.               | Finsko    |
| 8.               | Švýcarsko |